# Mystaria rufolimbata
Mystaria rufolimbata là một loài nhện trong họ Thomisidae.
Loài này thuộc chi Mystaria. Mystaria rufolimbata được Eugène Simon miêu tả năm 1895.